# Grabów (Gawłówka)
Grabów – część wsi Gawłówka w Polsce położona w województwie lubelskim, w powiecie lubartowskim, w gminie Michów. Nie posiada sołtysa, należy do sołectwa Gawłówka.
W latach 1975–1998 miejscowość administracyjnie należała do województwa lubelskiego.